# ジョセフ・アンソニー・カリファノ

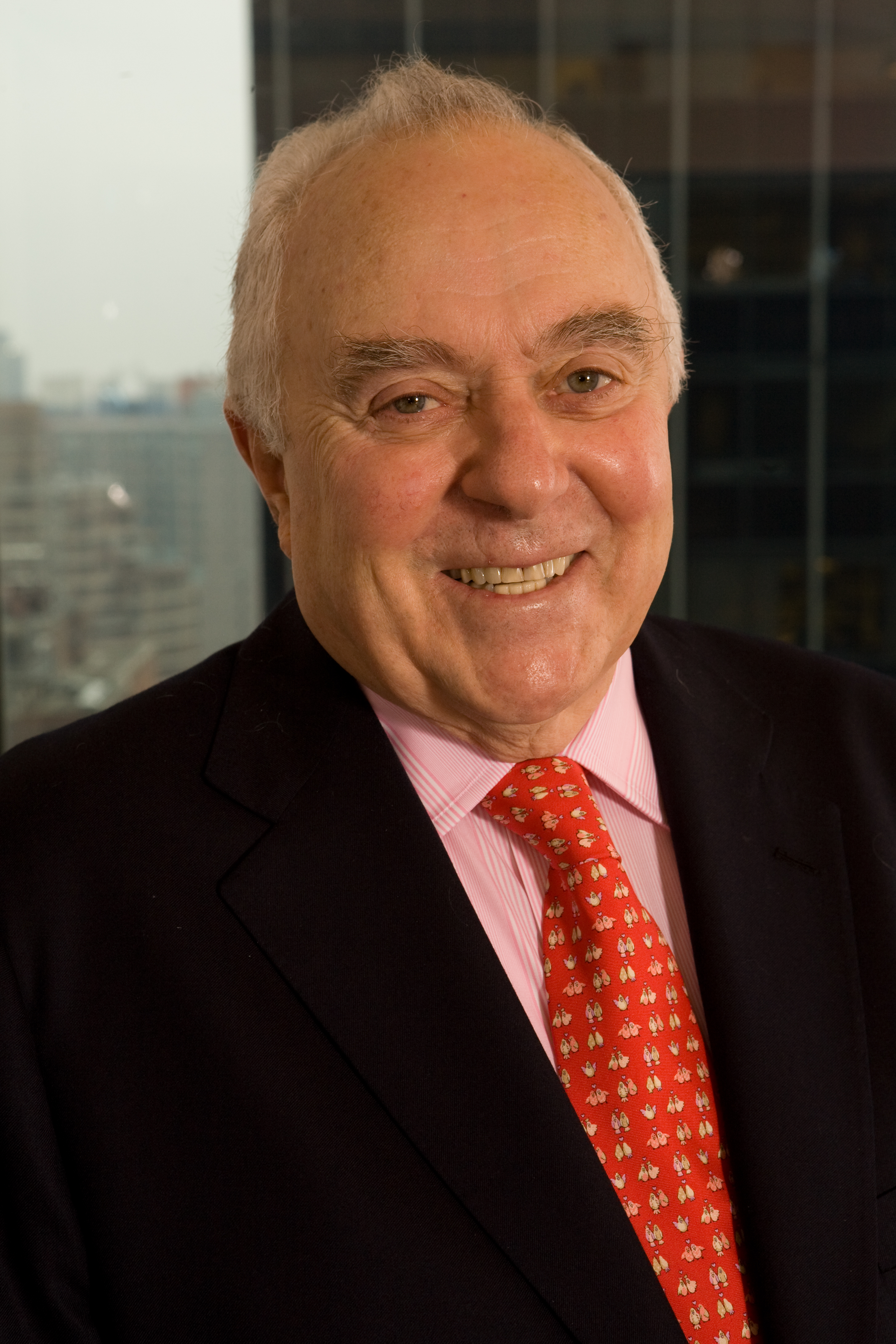
ジョセフ・アンソニー・カリファノ (2007)

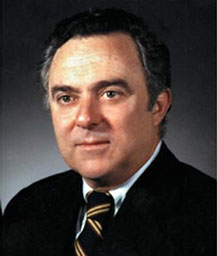
ジョセフ・アンソニー・カリファノ

ジョセフ・アンソニー・カリファノ（Joseph Anthony Califano, 1931年5月15日 - ）は、アメリカ合衆国の政治家。ジミー・カーター政権で保健教育福祉長官を務めた。

## 生い立ち
カリファノは1931年5月15日にニューヨーク州ニューヨークのブルックリン区で誕生した。カリファノはセントグレゴリー小学校で学び、1957年にブルックリン中等学校を卒業した。カリファノはホーリークロス大学に進学し、1952年に文学士号を取得した。カリファノは1955年にハーバード大学法科大学院を優等で卒業し、法学士号を取得した。カリファノはハーバードにおいて、ハーバード・ロー・レビューの編集委員を務めた。

## 政治経歴
1955年、カリファノはアメリカ海軍に士官候補生として入隊した。カリファノは1955年11月に少尉として任官を受けた。カリファノは法務総監室の職員となり、3年を過ごした。カリファノは1958年10月に大尉として海軍を退役した。
カリファノは1958年10月から1961年4月まで、ニューヨーク市内の法律事務所デューイ・バランタインに所属した。
1964年4月1日、カリファノは国防長官特別補佐官および国防副長官特別補佐官として任命を受けた。カリファノはリンドン・ジョンソン政権で複数の委員ポストに任ぜられた。1965年7月26日、カリファノはジョンソン大統領から大統領特別補佐官として任命を受けた。カリファノは上級内政補佐官として議会との調整を行った。ニューヨーク・タイムズ紙はカリファノについて「内政担当副大統領」と言及した。カリファノはジョンソン政権の任期満了まで大統領特別補佐官を務めた。
1977年1月、カリファノはジミー・カーター大統領から保健教育福祉長官に任命された。カリファノは幼少期予防接種や反喫煙などの予防健康計画を提起した。また保健教育福祉省の方針として、奨学金滞納者からの返還徴収を強化した。1979年8月、カリファノは政権改造により更迭された。

## 著作物
カリファノは以下の本を執筆した。
- Governing America: An Insider's Report from the White House and the Cabinet
- The Triumph and Tragedy of Lyndon Johnson: The White House Years
- Radical Surgery: What's Next for America's Health Care
- America's Health Care Revolution: Who Lives, Who Dies, Who Pays
- Inside: A Public and Private Life
- High Society - How Substance Abuse Ravages America and What to Do About It
- The Student Revolution: A Global Confrontation